# Cleistanthus hirsutipetalus
Cleistanthus hirsutipetalus är en emblikaväxtart som beskrevs av Andrew Thomas Gage. Cleistanthus hirsutipetalus ingår i släktet Cleistanthus och familjen emblikaväxter. Inga underarter finns listade i Catalogue of Life.